# Hrabstwo Hawkins
Hrabstwo Hawkins (ang. Hawkins County) – hrabstwo w stanie Tennessee w Stanach Zjednoczonych. Obszar całkowity hrabstwa obejmuje powierzchnię 499,63 mil² (1294,04 km²). Według szacunków United States Census Bureau w roku 2009 miało 57 784 mieszkańców.
Hrabstwo powstało w 1786 roku. 
Hrabstwo należy do nielicznych hrabstw w Stanach Zjednoczonych należących do tzw. dry county, czyli hrabstw gdzie decyzją lokalnych władz obowiązuje całkowita prohibicja.

## Miasta
- Bulls Gap
- Church Hill
- Kingsport
- Mount Carmel
- Rogersville
- Surgoinsville[6]

## CDP
- Mooresburg[6]